# Levia Gravia
Levia Gravia è una delle prime raccolte poetiche (1861-1871) di Giosuè Carducci.